# Верроський повіт
Верроський повіт (ест. Võru kreis, нім. Kreis Werro, рос. Верроский уезд) — адміністративна одиниця Ліфляндської губернії Російської імперії, згодом Естонії, що існувала у 1783—1920 роках. Повітове місто — Верро.

## Історія
1745 року в складі Ризької губернії було створено Дерптський повіт. 1783 року він увійшов до складу Ризького намісництва. Того ж року російська імператриця Катерина II відокремила південні та південно-східні терени в окремий повіт. Його центром мало стати державне володіння Вана-Койола. 1784 року вона дала ризькому генерал-губернаторові Йоганну фон Броуну дозвіл викупити володіння та заснувати там нове місто. 21 серпня того ж року Броун підписав указ про заснування міста Верро, яке стало повітовим центром. 1796 року, після поділу Ризького намісництва, Верроський повіт увійшов до складу Ліфляндської губернії. 1920 року територія повіту увійшла до складу незалежної Естонії.

## Населення
За Всеросійським переписом населення 1897 року, у Перновському повіті проживали 97 185 осіб, у повітовому Верро — 4152 особи. Національний склад повіту на 1897 рік:
- естонці — 90 060;
- латиші — 3371;
- німці — 1969;
- росіяни — 1356;
- євреї — 320.

## Адміністративний поділ
На 1913 рік у повіті було 47 волостей:
- Олександрівська,
- Бентенська,
- Вальг'єрська,
- Веріорська,
- Верроська,
- Вітінська,
- Гангофська,
- Геймадріська,
- Ерасверська,
- Зоммерпаленська,
- Ільценська,
- Каг'ярвська,
- Казеріцька,
- Кароленська,
- Кахквасська,
- Кергельська,
- Киомаська,
- Корастська,
- Крабійська,
- Кротузська,
- Ланамецька,
- Ласкська,
- Лінамезька,
- Лосійська,
- Мексійська,
- Менціцька,
- Міссоська,
- Мейзекацька,
- Нейгаузенська,
- Ново-Анценська,
- Ново-Розенська,
- Нурайська,
- Оравська,
- Пельгська,
- Перийська,
- Раугеська,
- Реписька,
- Рогозинська,
- Саарська,
- Салусська,
- Старо-Анценська,
- Старо-Койольська,
- Старо-Розенська,
- Тиммоська,
- Толамаська,
- Урвастська,
- Цоррусська.